# Kleine slanke glasvleugelwants
De kleine slanke glasvleugelwants (Myrmus miriformis) is een wants uit de familie glasvleugelwantsen (Rhopalidae). De soort werd voor het eerst wetenschappelijk beschreven door Carl Fredrik Fallén in 1807.

## Uiterlijk
De kleine slanke glasvleugelwants lijkt door zijn slanke, langwerpige vorm op de wantsen uit de familie blindwantsen (Miridae), die ook op gras leven. Bij de mannetjes zijn er twee twee kleurvarianten: een groene vorm (gemarkeerd met rood) en een bruine vorm. De vrouwtjes zijn altijd groen. De vrouwtjes zijn ook groter en wat ovaler. Deze soort is kortvleugelig (brachypteer), zelden langvleugelig (macropteer). Net als bij de meeste andere wantsen uit de familie is bij de langvleugelige wantsen goed te zien, dat van het hemi-elytrum (de deels verharde voorvleugel) het corium (het middelste deel van de voorvleugel) transparant is. De langvleugelige wantsen kunnen vliegen. De lengte is 6.5 – 9 mm.

## Verspreiding en habitat
De kleine slanke glasvleugelwants komt voor in Europa met uitzondering van het zuidelijke Middellandse Zeegebied en is naar het zuidoosten verspreid tot in het gebied rond de Kaspische Zee. Ze zijn te vinden in zowel warme en droge als in vochtige en deels schaduwrijke gebieden met verschillende bodemsoorten.

## Leefwijze
De kleine slanke glasvleugelwants leeft fytofaag op allerlei soorten grassen (Poaceae) en zuigt aan de bladeren, stengels en zaden. In de duinen kan dat ook helm of helmgras (Ammophila arenaria) zijn. De eieren overwinteren. De eieren worden in augustus afzonderlijk gelegd op grasbladeren. In Centraal-Europa is er slechts één generatie, in warmere gebieden kunnen er twee generaties zijn.

## Nimfen in verschillende stadia

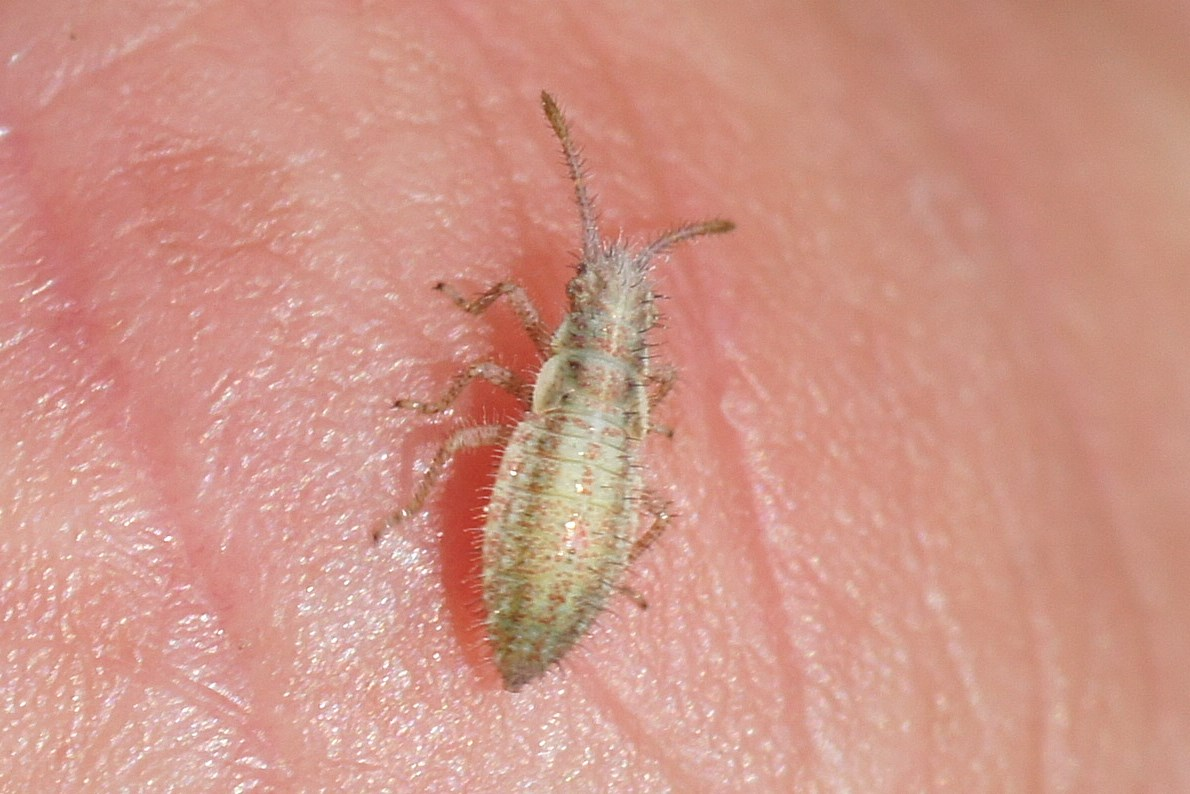
Kleine glasvleugelwants (Myrmus miriformis), jonge nimf
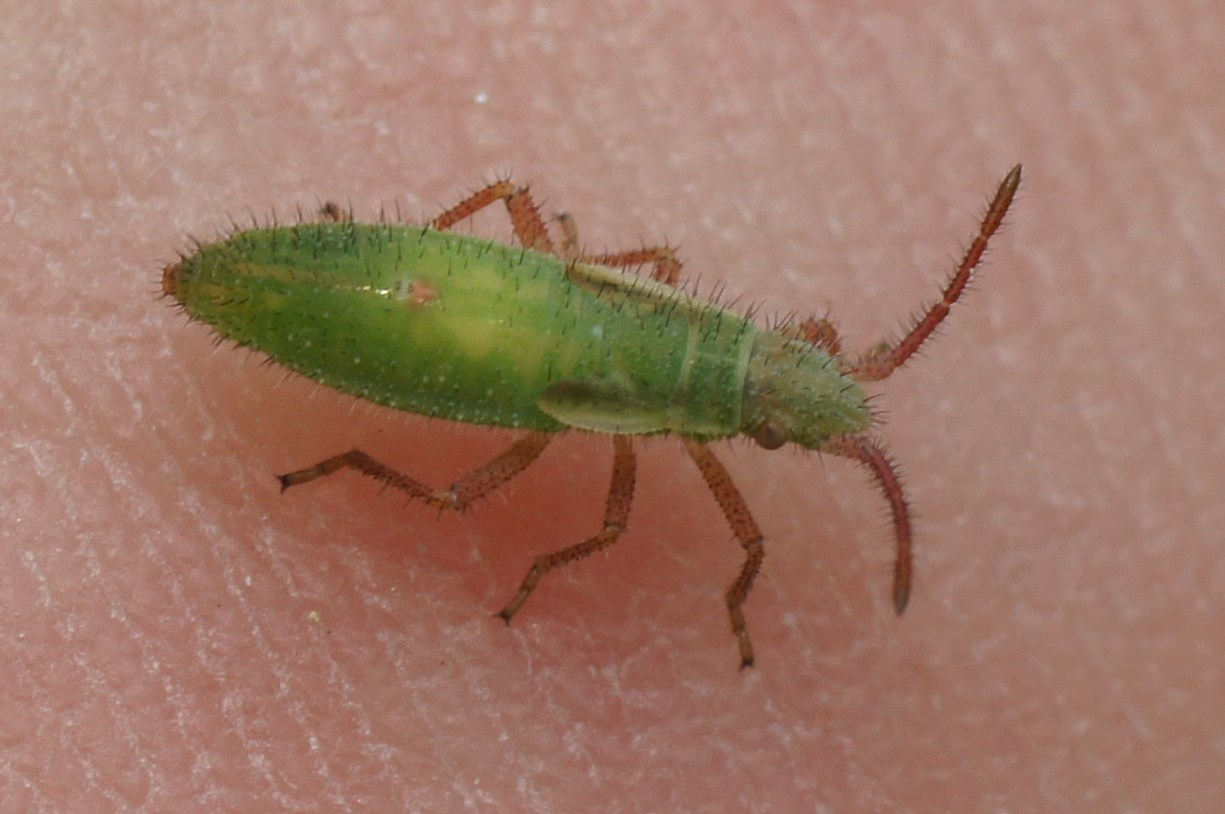
Kleine slanke glasvleugelwants (Myrmus miriformis), oudere nimf.